# アーテック
株式会社アーテック（英語表記ArtecCo.,Ltd.）は、大阪府八尾市に本社を置く教材メーカー。主に学校で使用される授業教材の企画・製造を行う。一般向け知育玩具の開発・商品化も行っている。
取扱商品に、知育ブロック『アーテックブロック』、科学工作シリーズなど。ロボット教材としては、知育ロボット「alilo（アリロ）」、「アーテックロボ2.0」の開発・販売も行う。
2011年より日本国外への展開を図っている。

## 沿革
- 1960年 - 会社創立（株式会社石井商会）
- 1989年 - 株式会社アーテックに社名変更
- 1994年 - 大阪府八尾市に物流センター開設
- 2007年 - 中国・広東省に商品センター開設
- 2008年 - 中国・浙江省に商品センター開設
- 2011年 - アメリカ法人開設・中国法人開設

## 製品
- アーテックブロック - ミニ四角、基本四角、Lブロックがある。ミニ四角は10x10x10mm、基本四角は20x20x20mm（突起の高さは4.5mm）、Lブロックは40x40x40mmで、縦・横・斜めにずれることなく連結することが出来る。材質はABS樹脂。この他にハーフ・プレート・ステー（棒状）・三角・回転軸・レールなども提供している。ラックとギアでラック・アンド・ピニオンが作れる。

| 種類              | サイズ（cm） | 突起の数         | 突起の高さ（mm） | 穴の数                           | 色の種類  |
| ----------------- | ------------ | ---------------- | ---------------- | -------------------------------- | --------- |
| ミニ四角[3]       | 1x1x1        | 1 (上面1)        | 4.5              | 1 (下面1)                        | 20種類    |
| 基本四角[4]       | 2x2x2        | 1 (上面1)        | 4.5              | 15 (側面2×4, 上面3, 下面4)       | 20種類[5] |
| 三角[6]           | 2x2x2        | 1 (下面1)        | 4.5              | 6 (側面1+2+2, 下面1)             | 20種類    |
| ハーフA[7]        | 2x2x1        | 2 (上面1, 下面1) | 4.5              | 8 (側面1×4, 上面2, 下面2)        | 20種類    |
| ハーフB[8]        | 2x2x1        | 2 (上面2)        | 8                | 8 (側面1×4, 上面2, 下面2)        | 20種類    |
| ハーフC[9]        | 2x2x1        | 1 (側面1)        | 8                | 8 (側面1×4, 上面2, 下面2)        | 水        |
| ハーフD[10]       | 2x2x1        | 2 (側面1×2)      | 8                | 8 (側面1×4, 上面2, 下面2)        | 薄水      |
| ステー[11]        | 2x1x10       | 1 (上面1)        | 8                | 32 (側面10+10+5+5, 上面1, 下面1) | 白        |
| 回転軸[12]        | 2x2          | 4 (上面2, 下面2) | 8                | 0                                | 黒・白    |
| ベース12[13]      | 12x12x1      | 0                |                  | 144                              | 白        |
| ベース18[14]      | 18x18x1      | 0                |                  | 324                              | 白        |
| マルチベースA[15] | 6x16x1       | 6                |                  | 96                               | 白        |
| ラック[16]        |              | 2                |                  | 0                                | 赤        |
| ギア20[17]        |              | 0                |                  | 4                                | 赤        |
| ギア30[18]        |              | 0                |                  | 12                               | 赤        |
| レールA[19]       |              | 2                |                  | 0                                | 白        |
| レールB[19]       |              | 1                |                  | 0                                | 白        |
上記のサイズに突起は含めていない。
- 科学工作
  - 物理
  - ハンズオン・ラボ
  - 地学
  - サイエンス・ペーパー・クラフト
  - 光
  - 生物
  - 化学
- ロボット教材『ロボティスト』シリーズ - アーテックブロックと結合できる下記のパーツなどを提供している[20]。
  - Studuino - Arduino 互換のマイコンボード（オープンハードウェア）。通常の Arduino のプログラミング方法の他、アイコンプログラミング環境、ブロックプログラミング環境（Scratch ベース[21]）も提供[22]。Arduino 互換のピンソケットとは別に、扱いやすいようにピンヘッダ（デジタル・アナログ用コネクター）がある。プッシュスイッチを4つ搭載。DCモータードライバもボードに搭載していて2つのDCモーターの制御が出来る[23]。
  - DCモーター
  - サーボモーター
  - 電子ブザー
  - LED (白・赤・緑・青）
  - 加速度センサー
  - タッチセンサー
  - 光センサー
  - 音センサー
  - 赤外線フォトリフレクタ
  - その他、ブロック形ではない、一般の Arduino とつなげる電子部品との接続方法もマニュアルには記載されている[22]。
- プレイブックシリーズ
- My Art Collection
- パッコロリン プレイブック
- 防犯・防災